# Angela Maria Guidi Cingolani
Angela Maria Guidi Cingolani, född 1896, död 1991, var en italiensk politiker. 
Hon blev 1948 en ur den första gruppen kvinnor att väljas in i sitt lands parlament. Hon blev 1953 även Italiens första kvinnliga minister, som statssekreterare till näringsministern.  